# Anomala belingana
Anomala belingana är en skalbaggsart som beskrevs av Machatschke 1970. Anomala belingana ingår i släktet Anomala och familjen Rutelidae. Inga underarter finns listade i Catalogue of Life.